# 키룬도주

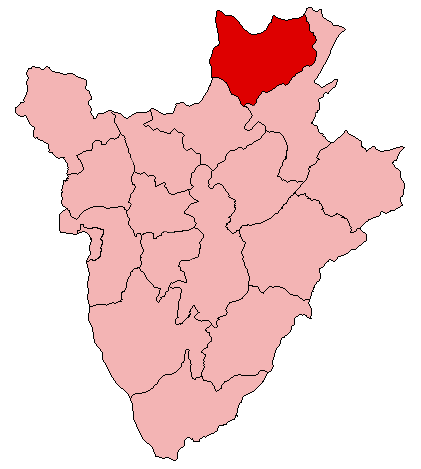
키룬도 주의 위치

키룬도주(Kirundo)는 부룬디 북부에 위치한 주로, 주도는 키룬도이며 면적은 1,703km2, 인구는 502,171명(1999년 기준)이다. 북쪽으로는 르완다 동부 주, 서쪽으로는 르완다 남부 주, 동쪽과 남동쪽으로는 무잉가 주, 남서쪽으로는 응고지 주와 접하며 7개 코뮌(부가비라, 부소니, 브왐바랑궤, 기토베, 키룬도, 은테가, 붐비)을 관할한다.